# Mungosinae
Mungosinae – podrodzina ssaków z rodziny mangustowatych (Herpestidae).

## Rozmieszczenie geograficzne
Podrodzina obejmuje gatunki występujące w Afryce.

## Podział systematyczny
Do podrodziny należą następujące rodzaje:
- Suricata A.G. Desmarest, 1804 – surykatka – jedynym żyjącym współcześnie przedstawicielem jest Suricata suricatta (von Schreber, 1776) – surykatka szara
- Mungos É. Geoffroy Saint-Hilaire & F. Cuvier, 1795 – mungo
- Liberiictis Hayman, 1958 – liberyjka – jedynym przedstawicielem jest Liberiictis kuhni Hayman, 1958 – liberyjka brązowa
- Crossarchus F. Cuvier, 1825 – mangustka
- Helogale J.E. Gray, 1862 – mangusteczka
- Dologale O. Thomas, 1926 – mangustowiec – jedynym przedstawicielem jest Dologale dybowskii (de Pousargues, 1893) – mangustowiec Dybowskiego